# Miguel Torruco Castellanos
Miguel Torruco Castellanos (Palenque, Chiapas, 20 de enero de 1918-Orizaba, Veracruz, 22 de abril de 1956), conocido como Miguel Torruco, fue un actor mexicano.

## Biografía
Torruco inició su carrera en el cine mexicano el año 1950 con la película Negro es mi color, al lado de Marga López y Roberto Cañedo. Realizó un total de 22 películas.
Estuvo casado con la actriz María Elena Marqués, con una carrera en el cine de 6 años, y a pesar de tan corto tiempo pudo realizar un promedio de cuatro películas por año, lo que da buena medida del éxito obtenido. Logró colocarse como un galán muy importante en los años 50 realizando películas con directores de primer orden como lo eran Luis Buñuel, Tito Davison, Chano Urueta, Alberto Gout, Roberto Gavaldón, Fernando Méndez y otros más.
Participó en las películas: La sospechosa al lado de Silvia Pinal; El río y la muerte con Columba Domínguez; Acuérdate de vivir, Si volvieras a mí, Cuando me vaya -las tres con Libertad Lamarque-; Historia de un abrigo de mink con María Elena Marqués; La estatua de carne con Elsa Aguirre; y El mensaje de la muerte con Rebeca Iturbide; por mencionar algunas de sus películas.

### Muerte
Falleció a consecuencia de un golpe provocado por caer de un caballo.

## Filmografía
- Negro es mi color (1950)
- Radio Patrulla (1951)
- La estatua de carne (1951)
- Apasionada (1952)
- Acapulco (1952)
- Acuérdate de vivir (1953)
- El mensaje de la muerte (1953)
- El misterio del carro express (1953)
- La mujer desnuda (1953)
- Reportaje (1953)
- Yo soy muy macho (1953)
- Casa de muñecas (1953)
- Cuando me vaya (1953)
- Si volvieras a mí (1954)
- El río y la muerte (1954)
- Historia de un abrigo de mink (1954)
- La rival (1954)
- La desconocida (1954)
- La sospechosa (1954)
- Massacre / La carga de los rurales (1955) (EE. UU.)
- La ilegítima (1955)
- Asesinos de la noche (1956)
- Horas de agonía (1956)